# Katharine Ross
Katharine Juliet Ross, född 29 januari 1940 i Los Angeles, Kalifornien, är en amerikansk skådespelare.
Ross filmdebuterade 1965 i 7 tappra män och ansågs som ett av "Hollywoods fräschaste nya ansikten"[källa behövs]. En av hennes mest kända roller är som Dustin Hoffmans romans i filmen Mandomsprovet (1967), för vilken hon nominerades för en Oscar.
Bland övriga kända filmer märks Butch Cassidy och Sundance Kid (1969; berömd för sin cykelscen), Fruarna i Stepford (1975), De fördömdas resa (1976) och på senare år bland annat Donnie Darko (2001).
Katharine Ross är sedan 1984 gift med skådespelaren Sam Elliott.

## Filmografi i urval
- 1965 – 7 tappra män
- 1967 – Mandomsprovet
- 1968 – Hellfighters
- 1969 – Butch Cassidy och Sundance Kid
- 1969 – Jakten på Willie Boy
- 1975 – Fruarna i Stepford
- 1976 – De fördömdas resa
- 1978 – The Betsy
- 1978 – Katastrofplats Houston
- 1978 – Arvet
- 1980 – Timmen noll
- 1982 – En sekund före noll
- 1982 – The Shadow Riders
- 1985–1987 – The Colbys (TV-serie) (49 avsnitt)
- 2001 – Donnie Darko
- 2006 – Eye of the Dolphin